# Piper regale
Piper regale är en pepparväxtart som beskrevs av C. Dc.. Piper regale ingår i släktet Piper och familjen pepparväxter. Inga underarter finns listade i Catalogue of Life.